# Brent Iverson
Brent Iverson (11 de abril de 1982) es un deportista australiano que compitió en judo. Ganó cuatro medallas en el Campeonato de Oceanía de Judo entre los años 2006 y 2012.

## Palmarés internacional
| Campeonato de Oceanía | Campeonato de Oceanía | Campeonato de Oceanía | Campeonato de Oceanía |
| Año                   | Lugar                 | Medalla               | Categoría             |
| --------------------- | --------------------- | --------------------- | --------------------- |
| 2006                  | Papeete (Francia)     | Medalla de bronce     | –73 kg                |
| 2010                  | Canberra (Australia)  | Medalla de oro        | –81 kg                |
| 2011                  | Papeete (Francia)     | Medalla de oro        | –81 kg                |
| 2012                  | Cairns (Australia)    | Medalla de plata      | –81 kg                |